# Malá Čalomija
Malá Čalomija (węg. Kiscsalomja) – wieś (obec) na Słowacji położona w kraju bańskobystrzyckim, w powiecie Veľký Krtíš. Pierwsze wzmianki o miejscowości pochodzą z 1342 roku.
Według danych z dnia 31 grudnia 2012 roku, wieś zamieszkiwało 215 osób, w tym 108 kobiet i 107 mężczyzn.
W 2001 roku rozkład populacji względem narodowości i przynależności etnicznej wyglądał następująco:
- Słowacy – 84,68%
- Czesi – 0,4%
- Polacy – 0,4%
- Węgrzy – 14,11%

Ze względu na wyznawaną religię struktura mieszkańców kształtowała się w 2001 roku następująco:
- Katolicy rzymscy – 40,73%
- Ewangelicy – 51,61%
- Ateiści – 0,4%
- Nie podano – 0,4%